# Io (樂團)
io是臺灣發跡的樂團，由音樂製作人也是團長暨吉他手的 陳思翰  (Hans)，與主唱陳逸年（Angus）、鼓手潘國笙（Cody）最初於2002年3月在加拿大溫哥華組成，三人有著深刻的淵源，交錯的國小同學及國中同學的身份，因為音樂結合。

## 經歷
2007年，第一任貝斯手李宇瀚加入，使io樂團的陣容確立。2009年10月9日，貝斯手李宇瀚因私人因素選擇離團並回到香港定居，第二任貝斯手簡瑞松則在出席io樂團的一場表演之後被他們的音樂所震撼，因緣際會下加入成為團員。
2010年12月25日，獨立發行首張全創作專輯《就算今天贏了，明天又會如何？》，專輯歌曲《真實》被選入中華音樂人交流協會年度十大單曲。
2011年，io成為英國利物浦音樂節（Liverpool Sound City festival）的台灣代表，也成為北京草莓音樂節的台灣代表；並參與國家地理頻道紀錄片《愛上真台灣：華語樂之路》的訪問。也因為入圍第22屆金曲獎最佳新人及最佳樂團的緣故，io在台北小巨蛋舉行的頒獎典禮演奏了出道作品 《真實》。
2012年，io加入滾石唱片，同年11月發行第二張專輯《到頭來瘋的難道是我？》。
2014年6月，io在Legacy Taipei舉辦了「少了一個你」演唱會中，公佈了當時的貝斯手Sho將無限期請假。因為Sho私人因素而離團，io樂團也並加入婁峻碩。12月，io結束與滾石娛樂的經紀約，轉而與艾歐音樂簽約。
2015年5月，三人編制的io樂團再次受文化部青睞，受邀代表台灣前往新加坡參加國際音樂盛事「Music Matters Live」。10月，io樂團再次受邀代表台灣前往美國紐約參加CMJ音樂節。12月18日，io樂團舉辦木衛一演唱會並同步推出第三張正規專輯《III》。
2015年12月，io樂團加盟喜鵲娛樂。
2016年，io擔任Luxgen S3 代言人
2016年11月20日，io在Legacy Taipei舉辦了「MISSioN::TAIPEI」演唱會。
2017年2月11日，io在Legacy Taichung舉辦了「MISSioN::TAICHUNG」演唱會。

## 作品

### 專輯
- 2010年12月25日：《就算今天贏了，明天又會如何？》
- 2012年11月30日：《到頭來瘋的難道是我？》
- 2015年12月18日：《III》

### EP
- 2012年1月6日：《17歲，我到底在想什麼？》

### 單曲
| 發行時間   | 曲目                 | 曲／詞                              | 音樂製作人 | 編曲                | 備註                               |
| ---------- | -------------------- | ----------------------------------- | ---------- | ------------------- | ---------------------------------- |
| 2014年6月  | 少了一個你           | 作曲：陳逸年／作詞：陳逸年          | Hans陳思翰 | Hans陳思翰 、陳逸年 | io 2014少了一個你 演唱會同名主題曲 |
| 2015年6月  | SING IT OUT (英文版) | 作曲：Hans陳思翰 ／作詞：Hans陳思翰 | Hans陳思翰 | Hans陳思翰          |                                    |
| 2015年6月  | HISTORY (英文版)     | 作曲：Hans陳思翰 ／作詞：Hans陳思翰 | Hans陳思翰 | Hans陳思翰          |                                    |
| 2016年11月 | 愛_不需要理由        | 作曲：Hans陳思翰 ／作詞：Hans陳思翰 | Hans陳思翰 | Hans陳思翰          | LUXGEN S3撼動版 廣告主題曲         |

## 獎項
| 年分 | 授獎名稱           | 獎項           | 專輯名稱                         | 結果 |
| ---- | ------------------ | -------------- | -------------------------------- | ---- |
| 2011 | 第22屆金曲獎       | 最佳新人獎     | 《就算今天贏了，明天又會如何？》 | 提名 |
| 2011 | 第22屆金曲獎       | 最佳樂團獎     | 《就算今天贏了，明天又會如何？》 | 提名 |
| 2011 | 中華音樂人交流協會 | 十大單曲       | <真實>                           | 獲獎 |
| 2013 | 第24屆金曲獎       | 最佳樂團獎     | 《到頭來瘋的難道是我？》         | 提名 |
| 2013 | 全球華語排行榜     | 最受歡迎樂團獎 | 《到頭來瘋的難道是我？》         | 獲獎 |
| 2013 | 全球華語排行榜     | 20大金曲       | <向左向右>                       | 獲獎 |
| 2016 | 第27屆金曲獎       | 最佳樂團獎     | 《III》                          | 提名 |

## 連結
- YouTube上的
- Io的Facebook專頁
- Io的Instagram帳戶
- Io的X（前Twitter）
- Io的新浪微博
- io團長Hans 官方Facebook專頁 （页面存档备份，存于）
- io主唱Angus 官方Facebook專頁 （页面存档备份，存于）